# 鈴木清 (競馬)
鈴木 清（すずき きよし、1924年9月5日 - 1998年8月12日）は、日本の調教助手（国営競馬）・調教師（国営競馬・中央競馬（中山競馬場→美浦トレーニングセンター））。調教師の鈴木信太郎は父。騎手・調教師の高橋英夫は義理の兄。千葉県立千葉中学校卒業、慶應義塾大学法学部政治学科卒業。東京都出身。中央競馬初の大学卒業資格を持つ調教師として知られる。

## 来歴
1924年、目黒競馬場内にあった父・信太郎の厩舎で生まれた。1933年に目黒競馬場が閉鎖されたのに伴い父の厩舎が中山競馬場へ移転。一家は千葉県へ移住した。清が千葉県立千葉中学校を卒業した当時は太平洋戦争中に中止していた競馬が再開したばかりで、日本競馬界の前途は不明確であった。そのため信太郎は清に対し競馬の世界に入るよりも大学卒業資格を取得することを望み、清は慶應義塾大学に入学することを決めた。在学中には馬術部の主将を務めた。
大学卒業後の1950年に父の所属厩舎の調教助手となり、1953年に調教師免許を取得。1958年に東京障害特別（春）を優勝し重賞初勝利。以降もコンスタントに重賞優勝馬を輩出した。
1984年に厩舎の所属騎手であり主戦騎手であった岡部幸雄が所属を離れフリーランスの騎手になると同時に厩舎の成績は下降し、1969年に40勝であった年間勝利数は1987年には8勝にまで落ち込んだ。そんな中、1989年に大井競馬場から移籍したイナリワンがGI競走を3勝し、1989年のJRA賞年度代表馬および最優秀5歳以上牡馬（部門名は当時）に選出される活躍を見せ、厩舎の成績は持ち直した。しかし1990年にイナリワンが引退すると、成績は再び低迷。2ケタの勝利数を挙げることができなくなった。この時期の清は持病の慢性肝炎に苦しみ自ら厩舎を運営することがままならない状態に陥っていた。1998年2月、定年まで1年を残して調教師を引退し、同年8月に死去した。

## 成績
通算成績 7532戦664勝（重賞20勝）

## 受賞
- 調教技術賞（関東） - 1969年

## 主な管理馬
- イシカリ（1958年東京障害特別〈春〉）
- ショウザン（1960年クモハタ記念、1961年京王杯スプリングハンデキャップ）
- ミスハツクモ（1965年中山大障害〈秋〉）
- ユウセイ（1966年アラブ王冠〈春〉）
- ライサンダー（1969年アラブ王冠〈春〉）
- ジョセツ（1971年七夕賞、福島大賞典、ダービー卿チャレンジトロフィー、1972年目黒記念〈春〉、高松宮杯）
- レッドイーグル（1972年朝日杯3歳ステークス）
- ニッショウダイヤ（1976年クイーンステークス、1977年東北記念）
- アームシシリアン（1977年セイユウ記念、タマツバキ記念（秋））
- カミノハヤブサ（1978年東北記念）
- ビンゴカンタ（1983年東京優駿3着、菊花賞2着）
- イナリワン（1989年天皇賞（春）、宝塚記念、有馬記念）

## 主な厩舎所属者
※太字は門下生。括弧内は厩舎所属期間と所属中の職分。
- 岡部幸雄（1967年-1984年 騎手）
- 榮森己喜男（1976年-1979年 騎手）
- 大竹正博（1997年-1998年 厩務員、調教厩務員）
- 金成貴史（1997年 厩務員）